# Даралагезский хребет
Даралаге́зский хребет (азерб. Dərələyəz silsiləsi, хребет Дереляяз) / Айоцдзо́рский хребет (арм. Վայքի լեռնաշղթա, Вайкский хребет) — горный хребет в восточной части Армянского нагорья, в междуречье Арпы и Нахчыванчая, расположенный на территории Армении и Азербайджана (Нахичеванская АР). На востоке примыкает к Зангезурскому хребту.
Длина хребта составляет 70 км. Высота — до 3120 м (гора Гоги). Западная часть сложена палеозойскими и мезозойскими осадочными породами (известняки, песчаники, кварциты, сланцы), восточная — осадочно-вулканогенными отложениями палеогена, неогеновыми лавами. На территории хребта доминируют горно-степные и горно-луговые ландшафты.